# Allar Raja
Allar Raja (Sindi, 22 giugno 1983) è un canottiere estone, vincitore della medaglia di bronzo nel 4 di coppia a Rio de Janeiro 2016.

## Palmarès
- Olimpiadi

Rio de Janeiro 2016: bronzo nel 4 di coppia.
- Mondiali

Eton 2006: bronzo nel 4 di coppia.
Poznań 2009: bronzo nel 2 di coppia.
Aiguebelette-le-Lac 2015: bronzo nel 4 di coppia.
Sarasota 2017: bronzo nel 4 di coppia.
- Europei

Maratona 2008: oro nel 4 di coppia.
Brest 2009: oro nel 2 di coppia.
Montemor-o-Velho 2010: argento nel 2 di coppia.
Plovdiv 2011: argento nel 4 di coppia.
Varese 2012: oro nel 4 di coppia.
Brandenburg 2016: oro nel 4 di coppia.